# Славянка (приток Вуоксы)
Славя́нка (устар. Сави-йоки) — река в России, протекает по Выборгскому району Ленинградской области.
Высота устья — 8,1 м над уровнем моря.
Река берёт начало из озера Неприметного на высоте 35,3 м над уровнем моря. Устье находится в 96 км от устья реки Вуоксы по левому берегу. Длина реки — 20 км.

## География
Славянка представляет собой сток системы озёр Карельского перешейка, расположенных между Вуоксой и Михалёвским озером, восточнее Каменногорска. Система включает озёра Большое Богородское, Сысоевское и Мысовое. Течёт на юг, пересекает железнодорожную линию Каменногорск — Хийтола около станции Красный Сокол, в нескольких километрах южнее поворачивает на запад, затем снова на юг. Впадает в Вуоксу ниже Каменногорска. Около устья расположены посёлки Земляничное и Славянское.

## Данные водного реестра
По данным государственного водного реестра России относится к Балтийскому бассейновому округу, водохозяйственный участок реки — Водные объекты бассейна оз. Ладожское без рр. Волхов, Свирь и Сясь, речной подбассейн реки — Нева и реки бассейна Ладожского озера (без подбассейна Свирь и Волхов, российская часть бассейнов). Относится к речному бассейну реки Нева (включая бассейны рек Онежского и Ладожского озера).